# ジェンズ
ジェンズ（毽子）とは、ベトナムと中国大陸およびその周辺地域（朝鮮半島、台湾、など東南アジア）で行われている羽根蹴りゲームの羽根である。ジェンズを蹴ることを踢毽（ティージェン）という。現代では近代的なスポーツとして整備されている。

## 名称
日本では羽根を蹴る習慣がないため、ジェンズに対する正式な、または慣用の固定した日本語名は存在しない。「羽根蹴り」「蹴羽根（けばね）」などと呼ぶことがある。
ベトナム語では「ダーカウ（đá cầu）」と呼ばれる。「ダー」は「蹴る」という意味で、「カウ」は「毬」を意味するので、文字通りには蹴鞠の意味になる。
朝鮮語では「チェギチャギ（제기차기）」と呼ぶ。日本の羽根突きと同様、おもに旧正月の子供の遊びとして行われる。

## 歴史

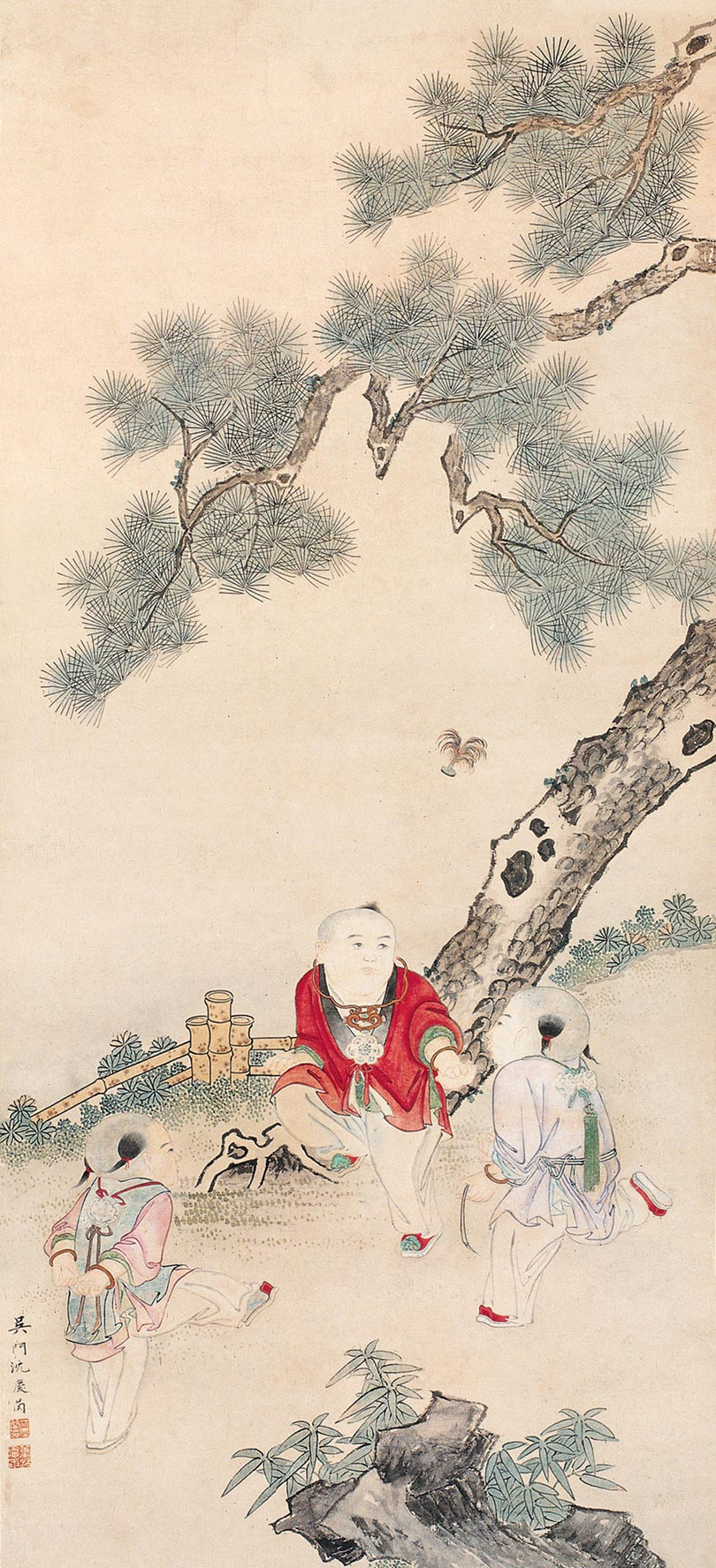
沈慶蘭『童児娯毽図』

ジェンズの起源ははっきりしないが、おそらく蹴鞠と同じ起源をもつものと想像されている。
中国ではジェンズが非常に古い歴史を持っているかのように説明されていることが多い。しかし古い時代の文献は解釈に問題がある。たとえば道宣の『続高僧伝』（645年）巻第16] 習禅に「沙門慧光、年立十二、反蹋蹀䤻、一連五百」とある「蹋蹀䤻」をジェンズのことと解釈すれば、北魏の時代（5世紀）からジェンズがあったことになるが、実際には「蹋蹀䤻」が何を意味しているのかは不明である。
明の徐炬『古今事物原始』（1593序）戯具巻22・蹴鞠に「今時小児以鉛・錫為銭、装以鶏羽、呼為箭子。三四成群走踢、有裏外廉・拖鎗・聳膝・突吐・仏頂珠・箭刀・拐之名色。亦蹴鞠之遺事也。」とある「箭子」は確かにジェンズのことのようであり、遅くとも明代には行われていたことがわかる。
「毽子」という言葉は、17世紀の劉侗『帝京景物略』に見える。
ジェンズがスポーツとして認識されたのは近代にはいってからで、1928年に上海の中華国貨展覧会でジェンズの大会が行われたのが最初である。1933年には南京で全国大会が開かれた。
中華人民共和国では、1963年に小学校の体育の教材としてジェンズが取り入れられた。
1980年代には毽球というチーム競技のルールが整備され、1987年に中国毽球協会が成立した。
1982年に製作されたジャッキー・チェン監督・主演の香港映画『ドラゴンロード』（原題: 龍少爺／英題: Dragon Lord）にジェンズ大会のシーンがあり、アクロバティックな競技として描かれている。日本公開時の公式パンフレットでは、この競技を「ドラゴンキッカー」と紹介している。

## 構造
伝統的には穴あき銅銭に革か布をまきつけて、鶏の羽根をさしたものである。羽根は赤や緑の鮮かな色をつけられていることが多い。バドミントンのシャトルよりも頑丈で重い。
もっとも普通の方法では、片足を上げて、膝を曲げ、靴の内側を上に向け、かかとの関節の部分にジェンズを当てて蹴る。逆に靴の外側で蹴ることもある。

## 毽球
毽球（ジェンチウ）は、現代中国で整備されたスポーツで、バドミントンのものに似た大きさのコートを使って競技する。コートの大きさは幅6.1m、長さ11.88m。ネットの高さは1.6m（男子）または1.5m（女子）である。チームの人数は3人で、ジェンズをネット越しに相手の陣内に蹴りこむ事を目的とする。自陣内では4回まで蹴ることができる。ゲームは15点を先取した側が勝つ。足を使うため、バドミントンというよりはセパタクローによく似た競技になっている。
2000年以降、世界選手権が開かれている。